# جنتزونه
جنتزونه (به ایتالیایی: Genzone) یک کومونه در ایتالیا است که در استان پاویا واقع شده‌است.

## خصوصیات
جنتزونه ۴٫۰ کیلومترمربع مساحت و ۳۴۸ نفر جمعیت دارد.